# 秃疮花属
秃疮花属（学名：Dicranostigma）是罂粟科下的一个属，为草本植物。该属共有苣叶秃疮花（Dicranostigma lactucoides）、滇秃疮花（Dicranostigma franchetianum）和秃疮花（Dicranostigma leptopodum）等8种，分布于亚洲温带。